# Thyrsos

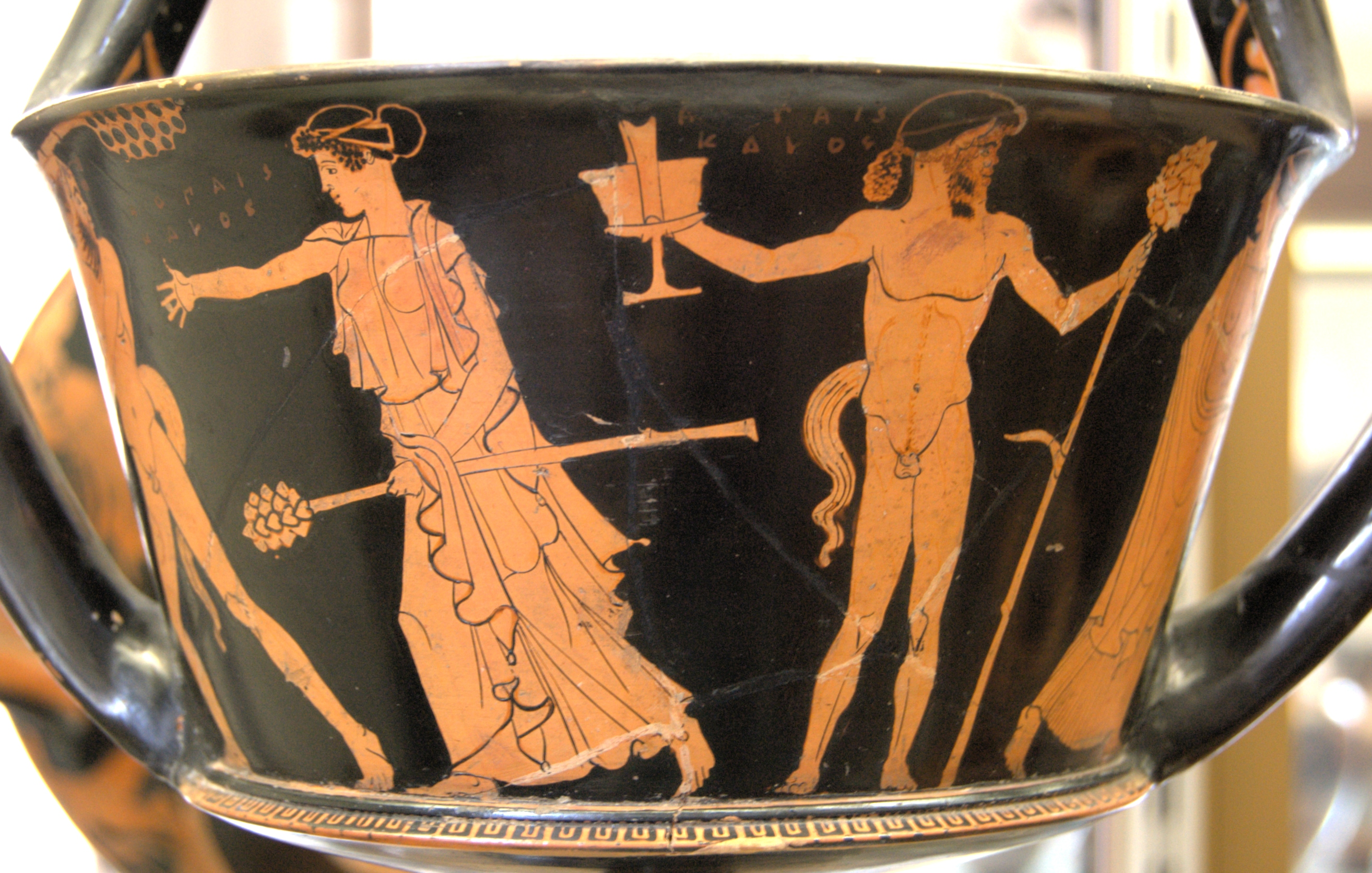
En menad och en satyr med varsin thyrsos på en kantharos från omkring år 460 f.Kr.

Thyrsos, grekiska: θύρσος, eller thyrsus på latin, var i grekisk och romersk mytologi en stav som var gjord av narthexbusken (stinkflokesläktet, ferula). Den var omvirad med vinrankor och murgröna med en pinjekotte i toppen. Staven var förknippad med Dionysos/Bacchus och hans följeslagare, satyrer och menader. Den var en symbol för välmående, fruktbarhet, lust och njutning. Dionysos själv framställs med en sådan stav, med vilken han kunde förvandla allt han rörde vid till vindruvor.
Staven förekommer i grekisk konst från omkring 530 före Kristus. Den äldsta kända skriftkällan som förknippar staven med Dionysos är tragedin Backanterna av Euripides, där den förekommer flitigt. Ordet är ovanligt i klassisk grekisk litteratur, men blir vanligt under hellenistisk tid. Dess etymologi är okänd.